# Монтекальво-Версіджа
Монтекальво-Версіджа (італ. Montecalvo Versiggia) — муніципалітет в Італії, у регіоні Ломбардія,  провінція Павія.
Монтекальво-Версіджа розташоване на відстані близько 430 км на північний захід від Рима, 60 км на південь від Мілана, 26 км на південь від Павії.
Населення — 529 осіб (2014).

## Демографія
Населення за роками:

Станом на 1 січня 2023 року в муніципалітеті офіційно проживали 82 іноземці з 10 країн, серед них 60 громадян країн Євросоюзу та 2 громадяни України.

## Сусідні муніципалітети
- Каневіно
- Гольференцо
- Ліріо
- Монтальто-Павезе
- Рокка-де-Джорджі
- Санта-Марія-делла-Верса
- Вольпара